# Wapen van Meppelerdiep

Het wapen van Meppelerdiep

Het wapen van Meppelerdiep werd op 10 november 1994 per Koninklijk Besluit aan het Drentse waterschap Meppelerdiep verleend. Het wapen was in gebruik bij het waterschap van 1994 tot 1999. In 2000 ging het waterschap op in het fusiewaterschap Reest en Wieden. De linkerschuinbalk in het wapen van Reest en Wieden is afkomstig uit het wapen van Meppelerdiep.

## Blazoenering
De blazoenering van het wapen luidde als volgt:
In goud een linkerschuinbalk van azuur, vergezeld van zes turven van sabel. Het schild gedekt met een gouden kroon van drie bladeren en twee parels.
De heraldische kleuren in het wapen zijn goud (geel), azuur (blauw) en sabel (zwart). Het schild is gedekt met een gravenkroon.

## Symboliek
De blauwe balk geeft de ligging van het Meppelerdiep aan, met aan weerszijden de turven, die herinneren aan de turfwinning die voor deze streek vroeger belangrijk was.

## Verwante wapens

Het wapen van Meppel uit 1955, met drie turven
Het wapen van Reest en Wieden

Drentse Aa ·
Amsterdamscheveld ·
Bargerbeek ·
Eemszijlvest ·
Emmer-Erfscheidenveen ·
Hesselte ·
Hunze en Aa ·
Loo- en Drostendiep ·
Meppelerdiep ·
Middenveld ·
De Monden ·
Nijeveen-Kolderveen ·
Noordenveld ·
Oostermoerse Vaart ·
De Oude Vaart ·
Reest en Wieden ·
Riegmeer ·
De Runde ·
Smilde ·
't Suydevelt ·
De Veenmarken ·
De Vledder en Wapserveense Aa ·
Weerdinge ·
De Wold Aa ·
Wold en Wieden ·
Zuiveringsschap Drenthe